# 青戸入江

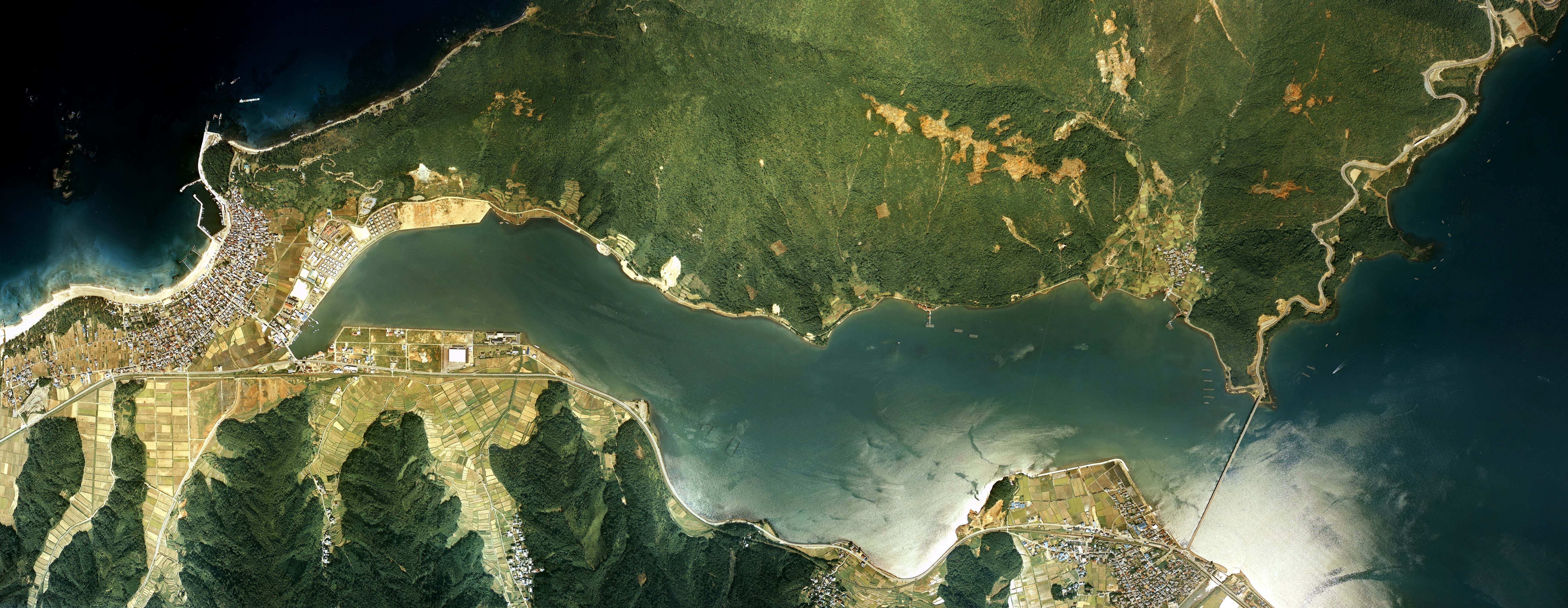
青戸入江周辺の空中写真。1975年撮影の5枚を合成作成。
。

青戸入江（あおとのいりえ）は、福井県大飯郡おおい町および高浜町の入江で、小浜湾の入江。若狭湾国定公園の一部。

## 地理
大島半島は元若狭湾の島であったが、小浜線若狭和田駅周辺で砂州を形成し半島になった陸繋島である。
若狭和田駅から青戸の大橋にかけて青戸入江と呼ばれる。

## 施設・名所
- 若狭たかはまエルどらんど
- 若狹パール

座標: 北緯35度29分15秒 東経135度36分20秒 / 北緯35.48750度 東経135.60556度